# Cercococcyx mechowi
El cuco colilargo oscuro (Cercococcyx mechowi) es una especie de ave cuculiforme de la familia Cuculidae que vive en África.

## Distribución y hábitat
Se encuentra en las selvas tropicales de Angola, Camerún, República Centroafricana, República del Congo, República Democrática del Congo, Costa de Marfil, Guinea Ecuatorial, Gabón, Ghana, Guinea, Liberia, Nigeria, Sierra Leona, Tanzania, Togo y Uganda.